# USS Indianapolis (CA-35)
USS Indianapolis ( CA-35 ) je bila težka križarka razreda Portland ameriške mornarice, imenovana po mestu Indianapolis v Indiani. Splovljena leta 1931 je bila osem let poveljniška ladja Scouting Force 1, nato pa je bila admiralska ladja za admirala Raymonda Spruancea od 1943 do 1945, medtem ko je le-ta med drugo svetovno vojno poveljeval peti floti v bitkah po osrednjem Pacifiku.
Julija 1945 je Indianapolis zaključil visoko zaupno potovanje za dostavo urana in drugih sestavnih delov za bombo "Little Boy", prvo jedrsko orožje, ki je bilo kdajkoli uporabljeno v boju, v mornariško bazo Tinian, nato pa je ladja odplula na Filipine na urjenje. 30. julija ob 00.15 je ladjo torpedirala podmornica japonske cesarske mornarice I-58, nakar je križarka potonila v 12 minutah. Od 1195 članov posadke na krovu jih je približno 300 potonilo z ladjo. Preostalih 890 se je soočilo z izpostavljenostjo, dehidracijo, zastrupitvijo s slano vodo in napadi morskih psov, medtem ko so ostali na odprtem oceanu z nekaj rešilnimi čolni in skoraj brez hrane ali vode. Mornarica je za potop izvedela šele štiri dni kasneje, ko je preživele opazila posadka letala PV-1 Ventura med rutinskim patruljiranjem. Preživelo je le 316 članov posadke.
Potop Indianapolisa je bil največja izguba življenj na eni ladji v zgodovini ameriške mornarice. 19. avgusta 2017 je iskalna ekipa, ki jo je financiral soustanovitelj Microsofta Paul Allen, našla razbitine v Filipinskem morju; razbitine ležijo na globini približno 5500 m.  20. decembra 2018 je bila posadka Indianapolisa kolektivno nagrajena z zlato medaljo kongresa . 

## Odkritje razbitine
Razbitine Indianapolisa ležijo v Filipinskem morju.  Med julijem in avgustom 2001 je odprava skušala najti razbitine z uporabo sonarja za stransko skeniranje in podvodnih kamer, nameščenih na daljinsko upravljanem vozilu. Čeprav so jo spremljali štirje preživeli iz Indianapolisa, odprava ni bila uspešna. Junija 2005 so začeli z drugo odpravo. O zgodbi je poročal tudi National Geographic in jo objavil julija. Potem ko so uporabili daljinsko vodene podmornice brez posadke, da bi našli kakršen koli znak razbitin, so našli le kose kovine, za katere ni bilo dokončno dokazano, da so z ladje.
Julija 2016 so se pojavile nove informacije o možni lokaciji Indianapolisa, ko so odkrili pomorske zapise, ki kažejo, da je tankovska pristajalna ladja LST-779 zabeležila srečanje z Indianapolisom 11 ur pred torpediranjem. Te informacije so raziskovalcem omogočile, da so ugotovili, da se je Indianapolis premikal hitreje in je bil zato bolj zahodno, kot so domnevali prej, pa tudi nekoliko stran od ubrane poti. Na podlagi teh informacij je National Geographic poleti 2017 načrtoval odpravo za iskanje razbitine. Poročila ocenjujejo, da je bil Indianapolis dejansko 40 km zahodno od prijavljenega položaja potopa, v vodi več kot 4.800 m globoko in verjetno na strani podvodne gore.
Leto dni po odkritju zapisov je razbitino našel "USS Indianapolis Project" Paula Allena na krovu raziskovalne ladje Petrel  19. avgusta 2017 na globini 18.000 ft (5.500 m) .  Razbitina je bila razkrita javnosti 13. septembra 2017 v televizijski oddaji v živo na PBS z naslovom "USS Indianapolis, Live from the Deep", v kateri je igral Miles O'Brien in je bil tudi zdaj upokojeni kapitan William Toti.  Razbitina je dobro ohranjena zaradi velike globine, na kateri počiva Indianapolis, med skalnatimi gorskimi verigami Severnega Filipinskega morja. 
Septembra 2017 je bil objavljen zemljevid s podrobnostmi o razbitinah. Glavni del razbitine leži v ogromnem udarnem kraterju; njen premec, ki se je odlomil, preden se je ladja potopila, leži 2,4 km vzhodno. Prednji 8-palčni topovi, ki sta se prav tako odlomili na površini in označujeta zadnji položaj ladje na površini, ležita 800 m vzhodno od glavne razbitine. Most, ki se je zaradi torpedov odlomil od ladje, leži v polju ruševin v bližini prednjih topov. Edina 8-palčna kupola na krmi ostaja na svojem mestu, čeprav se je streha krme zrušila sama. Razbitine letala so od ladje oddaljene približno 970 m severno od glavnega dela razbitine.  Celotna predstavitev metode, s katero so našli in dokumentirali razbitino, je bila objavljena v drugem dokumentarcu PBS 8. januarja 2019 z naslovom USS Indianapolis: The Final Chapter . 

## V popularni kulturi
V prizoru v filmu Žrelo iz leta 1975 eden od glavnih likov, Quint, ki je preživel Indianapolis, pripoveduje o potopitvi in napadih morskih psov. Ta prizor je prinesel Indianapolis in njegov potop v veliko širšo pozornost javnosti 30 let po prvotnih dogodkih.  Predstava The Shark Is Broken iz leta 2019, ki je bila predvajana na Broadwayu leta 2023, obe raziskuje Roberta Shawa (Quintov igralec), ki prepisuje dialog do prizora, kot tudi popolno izvedbo slavnega prizora na koncu. 
V TV-filmu iz leta 1991 Misija morskega psa: Saga o ladji USS Indianapolis igra Stacy Keach kot kapitan McVay.
Film USS Indianapolis: Men of Courage iz leta 2016 v režiji Maria Van Peeblesa z Nicolasom Cageom v glavni vlogi temelji na potopu Indianapolisa .